# Rose Lodge
Rose Lodge è un census-designated place (CDP) degli Stati Uniti d'America, situato nello stato dell'Oregon, nella contea di Lincoln.